# Buon vecchio Charlie
Buon vecchio Charlie est un groupe de rock progressif italien, originaire de Rome, actif pendant deux ans au début des années 1970.

## Histoire
Le groupe est formé en 1970 à Rome, et la formation initiale comprenait Luigi Calabrò au chant et à la guitare, Sandro Centofanti aux claviers, Walter Bernardi à la basse, Rino Sangiorgio à la batterie et Carlo Visca aux percussions. Par la suite, le groupe accueille le chanteur et second guitariste italien d'origine britannique Richard Benson, le bassiste Paolo Damiani et le flûtiste et saxophoniste Sandro Cesaroni, tandis que Bernardi et Visca quittent le groupe. En 1971, le groupe enregistre ce qui sera son premier et dernier album : l'éponyme Buon vecchio Charlie. Le disque est enregistré pour la petite maison de disques vénitienne Suono, mais ne sort pas.
Buon vecchio Charlie est resté oublié pendant près de vingt ans jusqu'à ce que, en 1990, le label Melos, intéressé par leur premier album studio, décide de publier leur album éponyme sur CD. Plus tard, en 1999, Akarma Records réédite le même album en formats vinyle et en CD (avec l'ajout de deux nouveaux titres),,. L'album a également été distribué au Japon.
Après cet échec, le groupe se sépare en 1972 et presque tous les membres poursuivent leur carrière : Richard Benson comme animateur de télévision, producteur et avec la sortie de trois albums et plusieurs singles en solo ; Alessandro Centofanti joue également dans le groupe de fusion Libra et collabore en tant que pianiste et claviériste, rarement en tant que percussionniste, avec des chanteurs célèbres de la scène pop italienne tels que Luca Barbarossa, Francesco De Gregori, Renato Zero, Giuni Russo, Nada, Richard Cocciante, Lucio Dalla, Rino Gaetano, Mia Martini, Antonello Venditti, Roberto Vecchioni, Mario Castelnuovo et Claudio Baglioni.
Les autres musiciens, à savoir Luigi Calabrò, Rino Sangiorgio et Paolo Damiani, forment le groupe de musique expérimentale Bauhaus en 1974. La formation composée de Luigi Calabrò à la guitare, Claudio Giusti au saxophone, Rino Sangiorgio à la batterie, Paolo Damiani à la basse et Alberto Festa au clavier remporte le premier prix au festival pop de Villa Pamphili en 1974 et publie un album studio, Stairway to Escher, en 2003.

## Membres

### Derniers membres
- Richard Benson - chant, guitare rythmique
- Luigi Calabrò - guitare solo
- Alessandro Centofanti - claviers
- Paolo Damiani - basse
- Sandro Cesaroni - saxophone, flûte
- Rino Sangiorgio - batterie

### Autres membres
- Walter Bernardi - basse
- Carlo Visca - percussions

## Discographie
- 1990 : Buon vecchio Charlie